# ميراي ماتيو

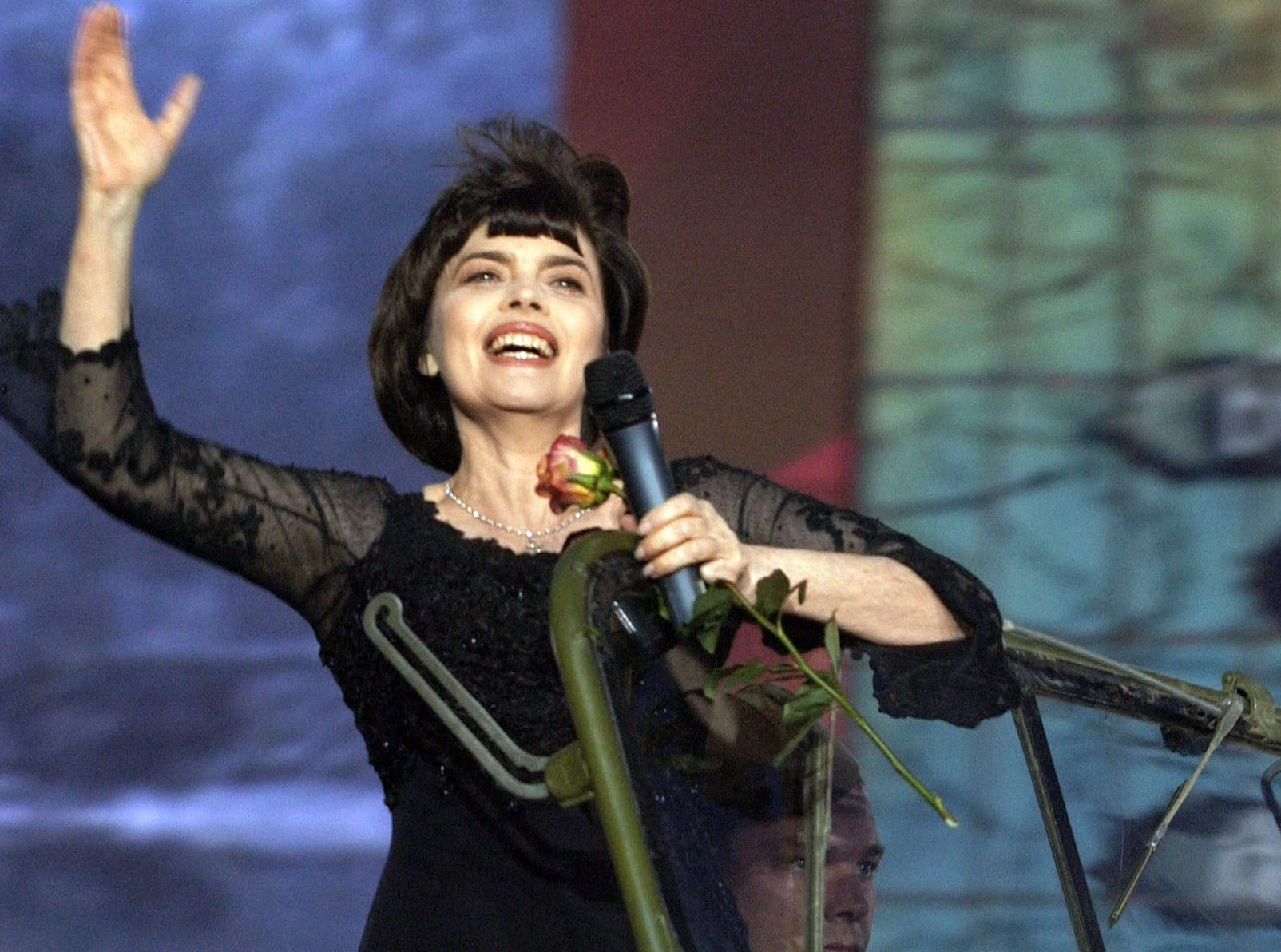
ميراى ماتيو

ميراي ماتيو (بالفرنسية: Mireille Mathieu)‏ مغنيه فرنسيه من مواليد 22 يوليو (تموز) 1946، إلى جانب كونها ناجحه في بلدها، أصبحت نجمة من المكانة الدولية، في تسجيل عدة لغات. جعلها نجمة ضخمة في فرنسا وجميع أنحاء أوروبا بينما كان لها نجاحا كبيرا في أمريكا الشمالية والمكسيك. كانت أول مغنيه غربيه في التاريخ تقدم حفلات موسيقيه في الصين.
ولدت في أسرة متوسطة الحال حيث عمل والدها في صناعة شواهد القبور.
اضطرت للعمل وهي في سن صغيرة لتعول أسرتها واستطاعت لفت الأنظار لها عند مشاركتها في إحدى مسابقات الغناء لتثير اهتمام مكتشفي المواهب الذي أكدوا على أنها تماثل موهبة الرائدة المغنية «أديت بيياف» لتتوالى فيما بعد الأعمال الغنائية الناجحة.
في 2006 اصدرت ألبومها الغنائي الثامن والثلاثين.